# اما (نام)
اما نامی زنانه با ریشه ژرمنی به معنی کل یا جهانی است. همچنین می‌تواند به افراد زیر اشاره داشته‌باشد:

## هنرمندان
- اما تامپسون، هنرپیشه انگلیسی
- اما استون، بازیگر آمریکایی
- اما رابرتس، بازیگر و خواننده آمریکایی
- اما واتسون، بازیگر بریتانیایی
- اما توماس، تهیه‌کننده بریتانیایی
- اما مکی، بازیگر فرانسوی–بریتانیایی
- اما داناهیو، نمایش‌نامه‌نویس، تاریخ‌نگار ادبی و رمان‌نویس ایرلندی
- اما هویت، خواننده استرالیایی
- اما ویکلوند، بازیگر و مدل سوئدی
- اما ریگبی، هنرپیشه بریتانیایی
- اما بوث، هنرپیشه استرالیایی
- اما ویلارد، نویسنده آمریکایی
- اما فورمن، بازیگر آمریکایی
- اما رولدن، هنرپیشه مکزیکی
- اما همینگ، بازیگر و مدل انگلیسی
- اما بلکری، خواننده و نویسنده انگلیسی
- اما ریچلر، نویسنده بریتانیایی
- اما کالفیلد، بازیگر آمریکایی
- اما لوکارت، هنرپیشه آمریکایی
- اما گرینول، هنرپیشه آمریکایی
- اما پیترز، هنرپیشه سوئدی
- اما گراماتیکا، هنرپیشه ایتالیایی
- اما لوئیس، خواننده استرالیایی
- اما آبراهامیان، مجسمه‌ساز ایرانی
- اما فیلدینگ، بازیگر انگلیسی
- اما تایگر شوایگر، بازیگر آلمانی-آمریکایی
- اما کنی، بازیگر آمریکایی
- اما شاپلن، خواننده فرانسوی
- اما واتکینز، موسیقی‌دان استرالیایی
- اما بانتون، خواننده انگلیسی
- اما پنه‌یا، بازیگر اسپانیایی
- اما لازاروس، شاعر آمریکایی
- سوئیت اما برت، خواننده آمریکایی
- اما کرکبی، خواننده بریتانیایی
- اما بل، بازیگر آمریکایی
- اما همیلتون، بازیگر استرالیایی
- اما سوآرس، بازیگر اسپانیایی
- اما دستینووا، نویسنده و خواننده اهل جمهوری چک
- اما کوهن، بازیگر اسپانیایی
- اما بیلاراسائو، هنرپیشه اسپانیایی
- اما چمبرز، هنرپیشه بریتانیایی
- اما دانیلی، بازیگر ایتالیایی
- اما گاد، نویسنده دانمارکی
- اما سامس، هنرپیشه بریتانیایی
- اما بارون، هنرپیشه ایتالیایی
- اما دانته، هنرپیشه، نمایشنامه‌نویس، و کارگردان ایتالیایی
- اما لانگ، هنرپیشه استرالیایی
- اما لاهانا، هنرپیشه نیوزیلندی
- اما تاهمیزیان، نوازنده پیانو بلغاری
- اما دان، هنرپیشه انگلیسی
- اما ابوت، هنرپیشه آمریکایی
- اما مارونه، خواننده ایتالیایی
- اما دومان، بازیگر آمریکایی
- اما چرنا، هنرپیشه اهل چکسلواکی
- اما لوندس، هنرپیشه بریتانیایی
- اما ئی. هیکاکس، تدوینگر بریتانیایی

## ورزشکاران
- اما (کشتی‌گیر)، کشتی‌گیر استرالیایی
- اما گرین، ورزشکار سوئدی
- اما ویکن، اسکی‌باز صحرانوردی سوئدی
- اما یوئنسن، قایقران دانمارکی
- اما مک‌کئون، شناگر استرالیایی
- اما اسنوسیل، ورزشکار سه‌گانه استرالیایی
- اما پولی، دوچرخه‌سوار بریتانیایی
- اما کبرن، ورزشکار دو و میدانی آمریکایی
- اما لین، تنیس‌باز فنلاندی
- اما ویلکینز، شناگر بریتانیایی
- اما اسمیت، ژیمناست بریتانیایی
- اما ویلیامز، ژیمناست بریتانیایی
- اما یوهانسون، دوچرخه‌سوار سوئدی
- اما تونگاتو، بازیکن راگبی استرالیایی
- اما هانتر، شناگر اهل ساموآی آمریکا
- اما جانسون، شناگر استرالیایی

## سیاستمداران
- اما گلدمن، نویسنده و فیلسوف آنارشیسم آمریکایی
- اما بنینو، سیاستمدار ایتالیایی
- اما آقایان، سیاستمدار ایرانی
- اما، دوک نورماندی، همسر ریچارد یکم دوک نورماندی

## دانشمندان
- اما پری کار، شیمی‌دان آمریکایی
- الدا اما آندرسون، فیزیک‌دان آمریکایی
- اما لهمر، ریاضی‌دان آمریکایی
- اما هاروکا ایوائو، دانشمند رایانه ژاپنی
- اما یونگ، روانکاو سوئیسی

## دیگر
- اما فراست، شخصیت خیالی منتشر شده توسط مارول کامیکس
- اما کارول، پیرترین فرد ایالت آیووا
- اما مارچگالیا، کارآفرین و بازرگان ایتالیایی
- اما الیزابت اسمیت، اولین مقتول قتل‌های وایت‌چپل
- اما گیبسون، نوزاد برفی
- اما داروین، همسر چارلز داروین
- اما مورانو، ابرصدساله ایتالیایی
- اما گونتز، روزنامه‌نگار و نویسنده آلمانی